# Running Blue
Running Blue è una canzone del gruppo rock statunitense The Doors, ed è un'altra canzone scritta dal chitarrista Robby Krieger, tributo al cantante Otis Redding scomparso due anni prima. Fu il quarto singolo estratto dall'album The Soft Parade, il decimo nella discografia dei Doors. Il 45 giri venne pubblicato nell'agosto 1969, scalò le classifiche fino ad arrivare alla posizione n°64.

## Classifica
| Anno | Singolo            | Chart             | Posizione |
| ---- | ------------------ | ----------------- | --------- |
| 1969 | Runnin' Blue/Do It | Billboard Hot 100 | 64        |